# Jeni Jol
Jeni Jol (em turco: Yeni Yol; lit. "caminho novo") é uma dança folclórica cigana da região de Escópia, na República da Macedônia. É uma linha de dança feminina, de métrica rítmica 2/4. É dançado a um ritmo caminhado com as dançarinas inclinando seus quadris de forma sensual. As dançarinas formam uma linha curva, de mãos dadas, onde a dança vai se movendo à direita das participantes. O padrão do passo é no compasso 6 longo.  
O Jeni Jol é uma dança do gênero musical čoček, que se desenvolveu nos balcãs sob influência das bandas militares otomanas. O Jeni Jol é de melodia lenta e geralmente acompanhado pelas orquestras ciganas de metais, particularmente na canção Rumelaj.